# Sochin
Sochin (壯鎭) é um kata do caratê-do, cuja origem é bastante incerta. Sabe-se, contudo, que o mestre Seisho Aragaki praticava a forma, a qual foi transmitida a outros grandes mestres, criadores de outros estilos, como Kanryo Higaonna. Apesar não haver um consenso sobre qual a origem do kata, acredita-se que tenha sido introduzido em Okinawa desde a China e, por causa das técnicas e de seu ritmo de execução, costuma-se conectá-lo ao estilo Naha-te.

## História
O mestre Seisho Aragaki, do estilo Naha-te, em decorrência de ser fluente em chinês e de suas funções públicas, eventualmente viajou até a China e aproveitou para aprender técnicas de chuan fa. Dentro do conjunto de ensinamentos aprendidos certamente chegou a Oquinaua o kata sochin, que reuniria as técnicas do estilo do Dragão. No entanto, pode-se dizer que compila características do estilo da Garça Branca.
Conta-se, em tom anedótico, que a assimilação do kata pelo estilo se deu quando o mestre Funakoshi enviou seus mais graduados estudantes ao Sensei Kenwa Mabuni — criador do estilo Shito-ryu — e, ao retornar ao dojô, fizeram as adaptações devidas para o fazer respeitar no escopo da escola.
Todavia, mais certo é que a adaptação foi levada a cabo por Yoshitaka Funakoshi, filho do fundador do estilo. Por outro lado, devido às discrepâncias entre a forma praticada no estilo Shito-ryu e no Shotokan, pode-se especular que se tratam de técnicas distintas ou há muito separadas da matriz comum que mantiveram tão-somente o nome ou ainda que mestre Aragaki tenha ensinado o kata a um mestre quando ainda em desenvolvimento e a outro quando já acabado.
Sensei Funakoshi pretendia renomeá-lo para Hakko.
Promove ainda mais o caos neste tema uma terceira versão do kata, praticada no estilo Chito-ryu, que, posto que seja bem mais próxima daquela do estilo Shito-ryu, não guarda muita similitude de movimentos.

## Características
Na versão do estilo do mestre Mabuni, o kata Sochin é executado precipuamente na postura nekoashi dachi. Na do Shotokan, na base fudo dachi. Já no estilo Chito-ryu, marca a proximidade coo o Shito-ryu a técnica de sayu zuki.